# 블랙식스
블랙식스는 대한민국의 음악 그룹이다. 2017년 디지털 싱글 앨범 [제발]로 데뷔했다.

## 음반
- 제발 (2017)
- Like a Flower (2017)
- 쓸쓸해 (2018)
- 절망의 늪 (2018)
- Nice To Meet You (2020)

## 공연
- BLACK6IX '떴다 떴다 블식이~' (2021)